# Saint-Valery-en-Caux

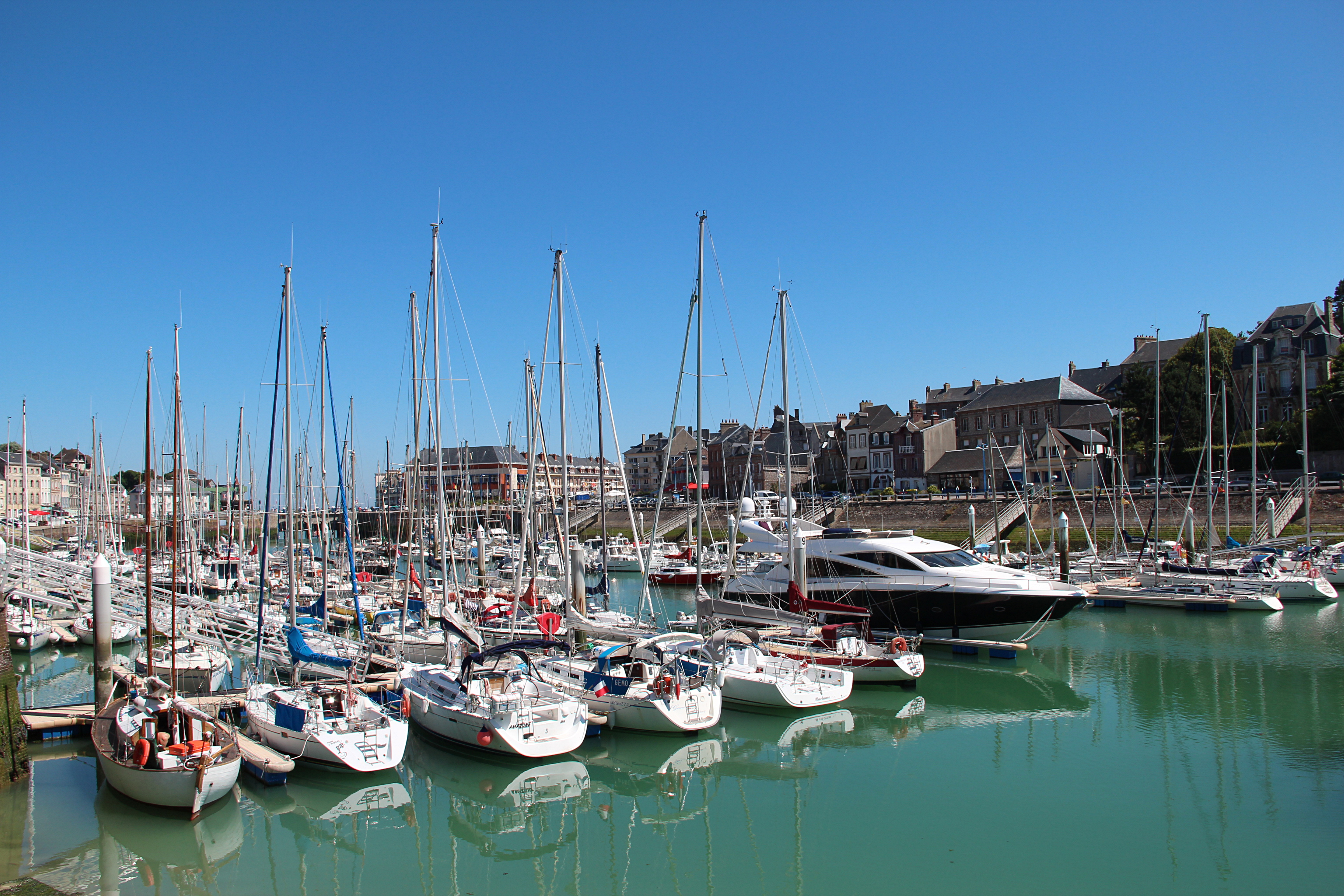

Saint-Valery-en-Caux là một xã trong vùng hành chính Normandie, thuộc tỉnh Seine-Maritime, quận Dieppe, tổng Saint-Valery-en-Caux. Tọa độ địa lý của xã là 49° 51' vĩ độ bắc, 00° 42' kinh độ đông. Saint-Valery-en-Caux nằm trên độ cao trung bình là 5 mét trên mực nước biển, có điểm thấp nhất là 0 mét và điểm cao nhất là 180 mét. Xã có diện tích 10,47 km², dân số vào thời điểm 1999 là 4782 người; mật độ dân số là 457 người/km².

## Thông tin nhân khẩu
| 1962  | 1968  | 1975  | 1982  | 1990  | 1999  |
| ----- | ----- | ----- | ----- | ----- | ----- |
| 2 905 | 3 089 | 3 274 | 5 501 | 4 595 | 4 782 |